# Gutierre Tibón
Pour les articles homonymes, voir Tibon.
Gutierre Tibón (16 juillet 1905 - 15 mai 1999) est un auteur italo-mexicain. Il a beaucoup écrit sur les questions d'identité culturelle, mêlant des idées issues de l'anthropologie, de la linguistique, de la psychologie, de la philosophie, de l'ethnologie, de la sociologie et des sciences politiques.